# İlhan Depe
İlhan Depe (sinh ngày 10 tháng 9 năm 1992) là một cầu thủ bóng đá Thổ Nhĩ Kỳ thi đấu cho Kasımpaşa.
Depe đại diện nhiều đội trẻ của Liên đoàn bóng đá Thổ Nhĩ Kỳ, và ghi bàn thắng đầu tiên trong trận đấu U-18 Thổ Nhĩ Kỳ thắng 2-1 trước U-18 Estonia.